# Genichi Takahashi
Genichi Takahashi (高橋 厳一 Takahashi Genichi?,  nacido el 28 de junio de 1980 en Saitama) es un exfutbolista japonés. Jugaba de centrocampista y su último club fue el Montedio Yamagata de Japón.

## Trayectoria

### Clubes
| Club              | País  | Año         |
| ----------------- | ----- | ----------- |
| Urawa Reds        | Japón | 1999 - 2000 |
| Montedio Yamagata | Japón | 2001        |